# Fred Sherman
Fred Sherman, nato Clarence E. Kolgraff (Dakota del Sud, 14 maggio 1905 – Woodland Hills, 20 maggio 1969), è stato un attore statunitense.
Ha recitato in oltre 40 film dal 1942 al 1961 ed è apparso in oltre 80 produzioni televisive dal 1951 al 1962. È stato accreditato anche con i nomi Fred E. Sherman e Freddy Sherman.

## Biografia
Fred Sherman nacque nel Dakota del Sud il 14 maggio 1905. Cominciò a recitare nel vaudeville e prese parte alle prime produzioni cinematografiche già nei primi anni 40, in titoli come Too Many Women, Shepherd of the Ozarks e Hi, Neighbor.
Per la televisione, interpretò, tra gli altri, il ruolo di  Parson Leeds in due episodi della serie televisiva The Deputy nel 1959 e numerosi altri ruoli secondari da guest star in molti episodi di serie televisive dagli anni 50 agli anni 60.
La sua ultima apparizione sul piccolo schermo avvenne nell'episodio The Man from Salinas della serie televisiva The Rifleman, andato in onda il 12 febbraio 1962, che lo vede nel ruolo di un operatore del telegrafo, mentre per il grande schermo l'ultima interpretazione risale alla commedia musicale The Continental Twist del 1961 in cui interpreta Julius.
Morì per un infarto a Woodland Hills, in California, il 20 maggio 1969 e fu seppellito al Forest Lawn Memorial Park di Hollywood Hills.

## Filmografia

### Cinema
- Too Many Women, regia di Bernard B. Ray (1942)
- Shepherd of the Ozarks, regia di Frank McDonald (1942)
- Hi, Neighbor, regia di Charles Lamont (1942)
- Wildcat, regia di Frank McDonald (1942)
- Wrecking Crew, regia di Frank McDonald (1942)
- Submarine Alert, regia di Frank McDonald (1943)
- Adventures of the Flying Cadets, regia di Lewis D. Collins, Ray Taylor (1943)
- L'azione continua (Marine Raiders), regia di Harold Schuster (1944)
- Behind Green Lights, regia di Otto Brower (1946)
- Affairs of Geraldine, regia di George Blair (1946)
- Una donna nel lago (Lady in the Lake), regia di Robert Montgomery (1947)
- I trafficanti (The Hucksters), regia di Jack Conway (1947)
- Dangerous Years, regia di Arthur Pierson (1947)
- Assalto al cielo (Chain Lightning), regia di Stuart Heisler (1950)
- La strada del mistero (Mystery Street), regia di John Sturges (1950)
- Valley of Fire, regia di John English (1951)
- And Now Tomorrow, regia di William Watson (1952)
- Qualcuno mi ama (Somebody Loves Me), regia di Irving Brecher (1952)
- I sanguinari (Crashout), regia di Lewis R. Foster (1955)
- Pista insanguinata (The Fighting Chance), regia di William Witney (1955)
- Uno sconosciuto alla mia porta (Stranger at My Door), regia di William Witney (1956)
- I sette assassini (Seven Men from Now), regia di Budd Boetticher (1956)
- Tamburi di guerra (War Drums), regia di Reginald Le Borg (1957)
- I tre banditi (The Tall T), regia di Budd Boetticher (1957)
- Petrolio rosso (The Oklahoman), regia di Francis D. Lyon (1957)
- Dino, regia di Thomas Carr (1957)
- God Is My Partner, regia di William F. Claxton (1957)
- Rapina a San Francisco (No Time to Be Young), regia di David Lowell Rich (1957)
- Death in Small Doses, regia di Joseph M. Newman (1957)
- Quando l'amore è romanzo (The Helen Morgan Story), regia di Michael Curtiz (1957)
- Pistolero senza onore (Gun Battle at Monterey), regia di Sidney Franklin Jr. (1957)
- Acque profonde (The Deep Six), regia di Rudolph Maté (1958)
- Furia selvaggia (The Left Handed Gun), regia di Arthur Penn (1958)
- Space Master X-7, regia di Edward Bernds (1958)
- Cento colpi di pistola (A Lust to Kill), regia di Oliver Drake (1958)
- Damn Yankees!, regia di George Abbott, Stanley Donen (1958)
- L'oro della California (Westbound), regia di Budd Boetticher (1959)
- Alaska Passage, regia di Edward Bernds (1959)
- Al Capone, regia di Richard Wilson (1959)
- A qualcuno piace caldo (Some Like It Hot), regia di Billy Wilder (1959)
- Lo stallone selvaggio (King of the Wild Stallions), regia di R.G. Springsteen (1959)
- Cella della morte (Why Must I Die?), regia di Roy Del Ruth (1960)
- Febbre nel sangue (A Fever in the Blood), regia di Vincent Sherman (1961)
- Twenty Plus Two, regia di Joseph M. Newman (1961)
- The Continental Twist, regia di Allan David, William J. Hole Jr. (1961)

### Televisione
- Stars Over Hollywood – serie TV, 2 episodi (1951)
- Le inchieste di Boston Blackie (Boston Blackie) – serie TV, 2 episodi (1951)
- Wild Bill Hickok (Adventures of Wild Bill Hickok) – serie TV, 3 episodi (1952-1958)
- The Adventures of Kit Carson – serie TV, un episodio (1952)
- Adventures of Superman – serie TV, 2 episodi (1952)
- Schlitz Playhouse of Stars – serie TV, 3 episodi (1953-1956)
- Roy Rogers (The Roy Rogers Show) – serie TV, 5 episodi (1953-1956)
- Squadra mobile (Racket Squad) – serie TV, un episodio (1953)
- La mia piccola Margie (My Little Margie) – serie TV, 2 episodi (1953)
- Hopalong Cassidy – serie TV, un episodio (1953)
- Mickey Rooney Show (The Mickey Rooney Show) – serie TV, episodi 1x17-1x18 (1954-1955)
- Stories of the Century – serie TV, 2 episodi (1954-1955)
- The Lineup – serie TV, 4 episodi (1954-1957)
- I Led 3 Lives – serie TV, un episodio (1954)
- Meet Corliss Archer – serie TV, un episodio (1954)
- General Electric Theater – serie TV, un episodio (1954)
- Topper – serie TV, episodio 1x18 (1954)
- Lucy ed io (I Love Lucy) – serie TV, un episodio (1954)
- Cavalcade of America – serie TV, 2 episodi (1955-1956)
- Il sergente Preston (Sergeant Preston of the Yukon) – serie TV, 3 episodi (1955-1956)
- Le leggendarie imprese di Wyatt Earp (The Life and Legend of Wyatt Earp) – serie TV, 6 episodi (1955-1958)
- The George Burns and Gracie Allen Show – serie TV, un episodio (1955)
- The Whistler – serie TV, episodio 1x33 (1955)
- Treasury Men in Action – serie TV, un episodio (1955)
- The Man Behind the Badge – serie TV, un episodio (1955)
- Furia (Fury) – serie TV, un episodio (1955)
- Chevron Hall of Stars – serie TV, un episodio (1956)
- Le avventure di Campione (The Adventures of Champion) – serie TV, episodio 1x18 (1956)
- Penna di Falco, capo cheyenne (Brave Eagle) – serie TV, episodio 1x19 (1956)
- Screen Directors Playhouse – serie TV, episodio 1x20 (1956)
- Buffalo Bill, Jr. – serie TV, un episodio (1956)
- Cheyenne – serie TV, un episodio (1956)
- Mike Hammer – serie TV, un episodio (1956)
- Lassie – serie TV, 2 episodi (1957-1960)
- Maverick – serie TV, 2 episodi (1957-1960)
- Papà ha ragione (Father Knows Best) – serie TV, un episodio (1957)
- I racconti del West (Zane Grey Theater) – serie TV, un episodio (1957)
- The Adventures of Jim Bowie – serie TV, un episodio (1957)
- Crossroads – serie TV, episodi 2x20-2x34 (1957)
- Date with the Angels – serie TV, un episodio (1957)
- Lux Video Theatre – serie TV, 2 episodi (1957)
- Richard Diamond (Richard Diamond, Private Detective) – serie TV, un episodio (1957)
- The Californians – serie TV, un episodio (1957)
- Alcoa Theatre – serie TV, un episodio (1957)
- Sugarfoot – serie TV, episodi 1x02-1x11-1x20 (1957-1958)
- Colt.45 – serie TV, 2 episodi (1958-1959)
- Tales of Wells Fargo – serie TV, un episodio (1958)
- Perry Mason – serie TV, un episodio (1958)
- State Trooper – serie TV, un episodio (1958)
- Le grandi fiabe (Shirley Temple's Storybook) – serie TV, un episodio (1958)
- Target – serie TV, episodio 1x24 (1958)
- Trackdown – serie TV, un episodio (1958)
- Lawman – serie TV, 4 episodi (1959-1961)
- Bronco – serie TV, 2 episodi (1959-1962)
- Carovane verso il west (Wagon Train) – serie TV, 5 episodi (1959-1962)
- Northwest Passage – serie TV, un episodio (1959)
- Disneyland – serie TV, un episodio (1959)
- Cimarron City – serie TV, 4 episodi (1959)
- Border Patrol – serie TV, un episodio (1959)
- Sunday Showcase – serie TV, un episodio (1959)
- Goodyear Theatre – serie TV, episodio 3x05 (1959)
- Wichita Town – serie TV, episodio 1x12 (1959)
- The Man from Blackhawk – serie TV, un episodio (1959)
- The Deputy – serie TV, 2 episodi (1959)
- Gli uomini della prateria (Rawhide) – serie TV, episodio 2x14 (1960)
- Letter to Loretta – serie TV, un episodio (1960)
- Lock Up – serie TV, un episodio (1960)
- Carovana (Stagecoach West) – serie TV, episodio 1x02 (1960)
- Thriller – serie TV, 2 episodi (1960)
- Peter Gunn – serie TV, episodio 3x14 (1961)
- Ispettore Dante (Dante) – serie TV, episodio 1x12 (1961)
- Laramie – serie TV, un episodio (1961)
- Io e i miei tre figli (My Three Sons) – serie TV, episodio 1x27 (1961)
- The Tall Man – serie TV, un episodio (1961)
- The Aquanauts – serie TV, un episodio (1961)
- Il carissimo Billy (Leave It to Beaver) – serie TV, un episodio (1961)
- Il magnifico King (National Velvet) – serie TV, episodio 2x01 (1961)
- The Dick Van Dyke Show – serie TV, un episodio (1961)
- Outlaws – serie TV, episodio 2x10 (1961)
- Il padre della sposa (Father of the Bride) – serie TV, un episodio (1961)
- Shannon – serie TV, un episodio (1961)
- Bonanza – serie TV, un episodio (1961)
- The Rifleman – serie TV, un episodio (1962)
- The Andy Griffith Show – serie TV, 2 episodi (1962)